# Feodor Boiarchinov
Feodor Boiarchinov (* 22. Juni 1993 in Berlin) ist ein ehemaliger deutscher Eishockeyspieler, der zuletzt beim VER Selb in der DEL2 unter Vertrag stand.

## Karriere
Feodor Boiarchinov stammt aus dem Nachwuchs der ECC Preussen Berlin, ehe er ab 2006 für die Eisbären Juniors Berlin in der Schüler-Bundesliga und ab 2008 in der Deutschen Nachwuchsliga aktiv war. Zudem wurde er während der Saison 2009/10 und 2011/12 parallel bei FASS Berlin in der Regional- respektive Oberliga eingesetzt.
In der Saison 2012/13 spielte er für die Hannover Indians in der 2. Bundesliga und absolvierte dabei 44 Partien, in denen er sechs Scorerpunkte sammelte.
Im August 2013 wurde Boiarchinov von den Dresdner Eislöwen verpflichtet und entwickelte sich dort zum Publikumsliebling. Nach der Saison 2015/16 verließ er den Klub und wechselte zu den Kassel Huskies.
Im März 2019 wurde der 25-Jährige von der Nationalen Anti-Doping Agentur (NADA) wegen eines Verstoßes gegen die Anti-Doping-Ordnung für sechs Monate gesperrt.
Feodor Boiarchinov war zwischen 2015 und etwa 2018 mit der Volleyballspielerin Lisa Izquierdo liiert.
Zwischen Januar 2021 und Mai 2023 stand er beim VER Selb unter Vertrag, absolvierte jedoch aufgrund einer Verletzung ab Januar 2021 kein Spiel mehr für die Wölfe. Daher beendete er seine Karriere.

## Karrierestatistik
(Legende zur Spielerstatistik: Sp oder GP = absolvierte Spiele; T oder G = erzielte Tore; V oder A = erzielte Assists; Pkt oder Pts = erzielte Scorerpunkte; SM oder PIM = erhaltene Strafminuten; +/− = Plus/Minus-Bilanz; PP = erzielte Überzahltore; SH = erzielte Unterzahltore; GW = erzielte Siegtore; 1 Play-downs/Relegation; Kursiv: Statistik nicht vollständig)